# 2013 North American Tour
 2013 North American Tour — совместный тур рэпера Pitbull и американской певицы Кеши по Северной Америке в поддержку альбомов Global Warming и Warrior, которые вышли в ноябре 2012 года. Оба исполнителя объявили о проведении тура, в пятницу 22 марта 2013 года. North American Tour начался 23 мая 2013 года в Comcast Center (Бостон, штат Массачусетс), последняя дата турне назначена на 28 июня 2013 года в Nation Amphitheatre (Тампа, штат Флорида).

## О турне
Ещё в 2009 году Кеша сотрудничала с Питбуллем над песней «Girls», для его альбома Rebelution. Также они сотрудничали над ремиксом для дебютного сингла Kesha «Tik Tok». C того момента Pitbull выпустил два альбома Armando и Planet Pit, а Кеша в свою очередь выпустила переиздание своего дебютного альбома Animal, которое получило название Cannibal. В 2012 Питбуль и Кеша выпустили по синглу, которые смогли отметиться в первой десятке Billboard Hot 100 («Die Young» 2 место и «Feel This Moment» 8 место). Официально тур был анонсирован 22 марта 2013 года, но оба исполнителя намекнули на совместный тур за день до этого, через Twitter. Pitbull оставил сообщение в воем аккаунте перед церемонией Kids Choice Awards 2013, на которой они должны были выступить, но отдельно друг от друга.
Mamita ты готова к выступлению на # kidschoiceawards в эти выходные?
На это сообщение Кеша ответила:
С рождения готова @Pitbull...Никто не справится с этим диким ребенком.
Обменявшись ещё несколькими сообщениями, стало понятно, что состоится совместный тур двух музыкантов. Некоторые фанаты обоих исполнителей получили шанс приобрести билеты на один день раньше 27 марта 2013 года. 28 марта 2013 года билеты стали доступны для пользователей сайта Live Nation. Для широкой публики они стали доступны 29 марта 2013 года. Билеты можно было приобрести на веб-сайты Live Nation и Ticketmaster , VIP и платиновые пакеты, также поступили в продажу на Live Nation, Ticketmaster и на официальных сайтах Кеши и Питбулля. Местные радиостанции также начали розыгрыш билетов на концерты. Также музыкальный канал MTV оказал содействие в рекламе турне, связав его с документальным сериалом My Crazy Beautiful Life. Также исполнители записали ремикс на сингл Кеши «Crazy Kids». На сингл был записаны ремиксы с will.i.am, который был отправлен на радио и с Juicy J, который был доступен для цифрового скачивания.

## Шоу
Шоу 7 июня 2013 в Детройте, штат Мичиган, было снято теле-каналом E!. Ожидается трансляция выступления на канале, а также выпуск DVD.

## Разогрев
- Justice Crew
- Jump Smokers!
- Tyler Shaw (некоторые даты)

## Сет-лист
| Кеша |
| --- |
| 1. «Warrior» 2. «Crazy Kids» 3. «We R Who We R» 4. «Blow» 5. «Gold Trans Am» 6. «Dirty Love» 7. «Take It Off» 8. «C’Mon» 9. «Last Goodbye» 10. «Machine Gun Love» 11. «Blah Blah Blah» 12. «Your Love Is My Drug» 13. «Tik Tok» На бис: 1. «Die Young» |

| Питбуль |
| --- |
| 1. «Hey Baby (Drop It to the Floor)» 2. «International Love» 3. «I Like How It Feels» / «Dance Again» / «Move Shake Drop» 4. «Shut It Down» 5. «Live It Up» / «Get It Started» 6. «Rain Over Me» / «Throw Your Hands Up (Dancar Kuduro)» / «Echa Pa’lla (Manos Pa’rriba)» / «Bon, Bon» 7. «Back in Time» 8. «Don’t Stop the Party» 9. «Crazy People» / «Shake Señorita» / «Mentirosa» 10. «Culo» 11. «I Know You Want Me (Calle Ocho)» 12. «On the Floor» / «I Like It» / «DJ Got Us Fallin' in Love» 13. «Hotel Room Service» На бис: 1. «Feel This Moment» 2. «Give Me Everything» |

## Даты
| Северная Америка |               |        |                                  |
| 23 мая 2013      | Бостон        | США    | Comcast Center                   |
| 25 мая 2013      | Атлантик-Сити | США    | Golden Nugget                    |
| 26 мая 2013      | Атлантик-Сити | США    | Golden Nugget                    |
| 31 мая 2013      | Холмдейл      | США    | PNC Bank Arts Center             |
| 1 июня 2013      | Уанто         | США    | Nikon at Jones Beach Theater     |
| 2 июня 2013      | Питтсбург     | США    | First Niagara Pavilion           |
| 4 июня 2013      | Монреаль      | Канада | Bell Centre                      |
| 5 июня 2013      | Торонто       | Канада | Molson Canadian Amphitheatre     |
| 7 июня 2013      | Детройт       | США    | The Palace of Auburn Hills       |
| 8 июня 2013      | Цинциннати    | США    | Horseshoe Cincinnati             |
| 9 июня 2013      | Чикаго        | США    | First Midwest Bank Amphitheatre  |
| 11 июня 2013     | Энглвуд       | США    | Fiddler’s Green Amphitheatre     |
| 13 июня 2013     | Сакраменто    | США    | Sleep Train Arena                |
| 14 июня 2013     | Маунтин-Вью   | США    | Shoreline Amphitheatre           |
| 15 июня 2013     | Лас-Вегас     | США    | Mandalay Bay Events Center       |
| 16 июня 2013     | Сан-Диего     | США    | Sleep Train Amphitheatre         |
| 18 июня 2013     | Лос-Анджелес  | США    | Голливуд-боул                    |
| 19 июня 2013     | Финикс        | США    | Desert Sky Pavilion              |
| 20 июня 2013     | Альбукерке    | США    | Isleta Amphitheater              |
| 22 июня 2013     | Хьюстон       | США    | Cynthia Woods Mitchell Pavilion  |
| 23 июня 2013     | Даллас        | США    | Gexa Energy Pavilion             |
| 24 июня 2013     | Сан-Антонио   | США    | AT&T Center                      |
| 27 июня 2013     | Атланта       | США    | Aaron's Amphitheatre at Lakewood |
| 28 июня 2013     | Тампа         | США    | Live Nation Amphitheatre         |

     — Сольный концерт Кеши
     — Сольный концерт Питбулля